# ناحیه أولاد سی سلیمان
ناحیه أولاد سی سلیمان (به عربی: دائرة أولاد سی سلیمان) یک ناحیه در الجزایر است که در استان باتنه واقع شده‌است.